# Арцуев, Арби
Арби́ Арцу́ев (род. 16 июля 2002) — норвежский дзюдоист, бронзовый призёр первенства Норвегии среди кадетов 2019 года, бронзовый призёр первенства Норвегии среди юниоров 2021 года, чемпион (2023) и бронзовый призёр (2021, 2022, 2024) чемпионатов Норвегии среди взрослых, призёр международных турниров. Выступает в полусредней весовой категории (до 81 кг).
Чеченец.

## Спортивные результаты
- Чемпионат Норвегии по дзюдо 2021 — ;
- Чемпионат Норвегии по дзюдо 2022 — ;
- Чемпионат Норвегии по дзюдо 2023 — ;
- Чемпионат Норвегии по дзюдо 2024 — ;